# Himmelfahrt des Jesaja
Die Himmelfahrt des Jesaja, auch Himmelfahrt des Propheten Jesaja, auch Martyrium Jesajas ist eine ursprünglich jüdische apokryphe Schrift. In der heute vorliegenden Fassung ist sie eine stark christlich erweiterte apokryphe Schrift aus dem 3. bis 4. Jahrhundert n. Chr.
Überliefert wurde der Text um den Propheten Jesaja in den Sprachen Äthiopisch sowie fragmentarisch in Griechisch, Lateinisch, Koptisch und Slawisch. Dabei wurde die ursprünglich jüdische Darstellung des Martyriums in der christlichen Überlieferung in eine apokalyptische Schilderung umgeformt.

## Inhaltsübersicht
- Kapitel 1 bis 5 enthält das Martyrium des Jesaja unter König Manasse. Es erzählt, wie der Prophet sein Martyrium vorhersagt und später tatsächlich unter König Manasse zersägt wird. Das Martyrium Jesajas (Teile der Kapitel 1–5) ist der älteste Teil aus dem 1. Jh. v. Chr. und ist ursprünglich auf Hebräisch verfasst, alle anderen Teile sind auf Griechisch verfasst.
  - Darin enthalten sind in 3,13 – 4,18 die Vision des Jesaja: Der Ausblick auf das Kommen Christi. Die Vision Jesajas ist ein Einschub aus der Zeit um 100 n. Chr.
- Kapitel 6 bis 11 enthält die Himmelfahrt des Jesaja: Jesaja steigt auf durch die sieben Himmel und schaut den Abstieg und Aufstieg Christi. Die Kapitel 6 bis 11 stammen im Wesentlichen aus dem 2. Jh. n. Chr.

### Ausgaben und Übersetzungen
- Äthiopischer Text: Dillmann, August: Ascensio Isaiae, aethiopice et latine 1877.
- Erling Hammershaimb: Das Martyrium Jesajas, in: JSHRZ 2, 1973, 15 - 34.
- C. Detlef G. Müller: Die Himmelfahrt des Jesaja, in: Hennecke, Edgar / Schneemelcher, Wilhelm (Hg.): Neutestamentliche Apokryphen in deutscher Übersetzung. 5. Aufl. Bd. 2: Apostolisches, Apokalypsen und Verwandtes, Tübingen 1989, S. 547–562
- Georg Beer, Das Martyrium Jesaiae, in: Emil Kautzsch, Die Apokryphen und Pseudepigraphen des Alten Testaments, Bd. 2, Tübingen (Mohr) 1900, 119–126.
- The Amherst Papyri, Beeing an account of the greek papyri in the collection of the right hon. Lord Amherst of Hackney, F.S.A at Didlington Hall, Norfolk. Hrsg. Bernard P. Grenfell, Arthur S. Hunt, Teil I, The Ascension of Isaiah, and other theological Fragments. London 1900. S. 1–22. Fragmentarischer griechischer Text und englische Übersetzung

### Weitere Literatur
- Rudolf Meyer: Art. Himmelfahrt und Martyrium des Jesaja, RGG³ 3, 1959, 336-337.